# Плетисті троянди

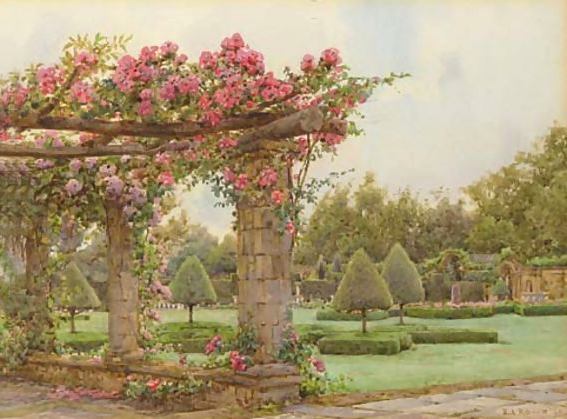
Rosa 'American Pillar'.
Репродукція картини American Pillar Rose, Hever Castle. Художник Ernest Arthur Rowe (1863-1922)

Плетисті троянди - деякі види шипшин і сорти садових троянд, що мають відносно довгі пагони, що впливає на особливості їх використання в озелененні .

## Класифікація
Плетисті троянди за сучасною класифікацією відносяться до наступних класів: Hybrid Multiflora, Hybrid Wichurana, Ayrshire, Boursalt, Large-Flowered Climber, деякі сорти Hybrid Musk, Lambertiana і Hybrid Kordesii. Також плетистими є так звані «клаймери» або «клаймбінги» (англ. Climbing) - сорти отримані в результаті ниркових мутацій (англ. Sport) троянд інших класів (Hybrid Tea і Climbing Grandiflora, Floribunda Floribunda, Tea & Climbing Tea, Moss & Climbing Moss, Hybrid China & Climbing Hybrid China, Bourbon & Climbing Bourbon.
Оскільки «плетистість» — це тільки особливість зростання пагонів, офіційної класифікації трояндових троянд немає. Деякі автори умовно їх ділять на дрібноквіткові (сорти класів Hybrid Multiflora, Hybrid Wichurana) та великоквіткові (сорти Large-Flowered Climber та клаймери інших класів).
За характером зростання їх прийнято ділити на три групи: кучеряві - висотою від 5 до 15 м, плетисті - від 3 до 5 м і напівплетисті - від 1,5 до 3 м.

## Використання
Плетисті троянди займають одне з провідних місць при вертикальному озелененні, добре поєднуються з малими архітектурними формами, незамінні при створенні декоративних колон, пірамід, арок, шпалер, зеленого оформлення стін будівель, балконів, альтанок. Вирощують ці троянди у районах із відносно м'яким, теплим кліматом, де їх не потрібно вкривати на зиму. У середній смузі Росії практично всі сорти троянд плетистих вимагають зняття з опор і укриття на зиму . У Криму одним із найпопулярніших сортів плетистих троянд є 'Червоний Маяк' .
Троянди, що в’ються можна садити як восени, так і навесні. Деякі садівники надають перевагу осінній посадці, оскільки вважається, що саджанці в цей період направляють свої сили саме на зміцнення і розвиток кореневої системи. Втім, завжди є небезпека не вгадати з часом приходу перших заморозків. Адже дуже важливо, щоб рослина змогла підготуватися до зими.
Ті садівники, які хочуть дати трояндовому кущу можливість без поспіху звикнути до нових умов життя, садять його в кінці квітня або в травні. У цей період повернення холодів уже не страшне, ґрунт прогрівся і потрібний температурний режим (+10°С) установився. Весняні посадки повною мірою виправдані тим, що рослина зможе проявити свої якості, дати пагони, зацвісти і підготуватися до зими.
Підготовку плетистих троянд до зими рекомендується розпочинати вже у серпні. Для цього вносять фосфорні та калійні добрива, які значно підвищують зимостійкість троянд. На початку осені на плетистих і високорослих трояндах роблять прищипку, це прискорює визрівання, одревення молодих пагонів. Після пригинання (до настання негативних температур) роблять укриття кущів повітряно-сухим способом.